# Земо Нога
Земо Нога (груз. ზედა ნოღა) — село в Грузії.
За даними перепису населення 2014 року в селі проживає 293 особи.